# Литостатическое давление

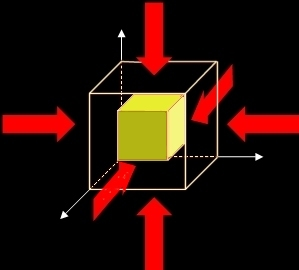

Литостатическое давление, также геостатическое давление (англ. lithostatic pressure, overburden pressure) — давление всестороннее, определяемое весом столба вышележащих горных пород, обусловленное гравитационным полем Земли и численно равное весу вышележащих масс горных пород. Один из ключевых факторов метаморфизма горных пород наряду с температурой и флюидами.
Всестороннее литостатическое давление на глубине 10 км может превышать 200 МПа, а на глубине 30 км — 600—700 МПа. Если геотермический градиент достигает 25 град/км, горные породы могут начать плавление на глубине около 20 км. При высоких давлениях породы становятся пластичными.
Помимо литостатического, существует одностороннее стрессовое давление, проявляющееся в верхней части земной коры складчатых зон. Оно вызывает механические деформации горных пород, их дробление, рассланцевание, увеличение растворимости минералов в направлении давления. В возникающие при этом трещины проникают флюиды, вызывающие перекристаллизацию пород.

## Формула
Литостатическое давление на глубине z определяется по формуле:
{\displaystyle p(z)=p_{0}+g\int _{0}^{z}\rho (z)\,dz}
где ρ(z) — плотность вышележащей горной породы на глубине z, g — ускорение свободного падения, p0- часть полного давления всестороннего, действующего в каркасе (скелете) горных пород, поскольку помимо их веса, полное давление обусловлено также действующими тектоническими. напряжениями, вызываемыми вертикальными и горизонтальными тектоническими движениями.